# Joseph Cuvelier
Pour les articles homonymes, voir Cuvelier.
Joseph Cuvelier, né le 3 décembre 1833 à Comines (Nord) et mort le 21 octobre 1870 à La Malmaison (Aisne), est un sculpteur français.

## Biographie
Ami d'Edgar Degas (1834-1917), qu'il initia à la sculpture, Joseph Cuvelier est un sculpteur animalier. Il expose au Salon de 1868 à 1870. Il trouva la mort pendant la Guerre de 1870, membre des tirailleurs de la Seine il fut tué lors de la sortie de la Malmaison.

## Œuvres dans les collections publiques
- Lille, palais des beaux-arts :
  - Portrait équestre de Monsieur A. Baude, vers 1865, statuette équestre en cire[3] ;
  - Vache broutant, avant 1870, statuette en cire[4].
- Paris, musée d'Orsay : Cheval au galop, vers 1860, bronze[5].